# Panopticon (groupe)
Pour les articles homonymes, voir Panopticon (homonymie).
 (août 2022).
La mise en forme du texte ne suit pas les recommandations de Wikipédia : il faut le « wikifier ».
Les points d'amélioration suivants sont les cas les plus fréquents. Le détail des points à revoir est peut-être précisé sur la page de discussion.
- Les titres sont pré-formatés par le logiciel. Ils ne sont ni en capitales, ni en gras.
- Le texte ne doit pas être écrit en capitales (les noms de famille non plus), ni en gras, ni en italique, ni en « petit »…
- Le gras n'est utilisé que pour surligner le titre de l'article dans l'introduction, une seule fois.
- L'italique est rarement utilisé : mots en langue étrangère, titres d'œuvres, noms de bateaux, etc.
- Les citations ne sont pas en italique mais en corps de texte normal. Elles sont entourées par des guillemets français : « et ».
- Les listes à puces sont à éviter, des paragraphes rédigés étant largement préférés. Les tableaux sont à réserver à la présentation de données structurées (résultats, etc.).
- Les appels de note de bas de page (petits chiffres en exposant, introduits par l'outil «  Source ») sont à placer entre la fin de phrase et le point final[comme ça].
- Les liens internes (vers d'autres articles de Wikipédia) sont à choisir avec parcimonie. Créez des liens vers des articles approfondissant le sujet. Les termes génériques sans rapport avec le sujet sont à éviter, ainsi que les répétitions de liens vers un même terme.
- Les liens externes sont à placer uniquement dans une section « Liens externes », à la fin de l'article. Ces liens sont à choisir avec parcimonie suivant les règles définies. Si un lien sert de source à l'article, son insertion dans le texte est à faire par les notes de bas de page.
- La présentation des références doit suivre les conventions bibliographiques. Il est recommandé d'utiliser les modèles {{Ouvrage}}, {{Chapitre}}, {{Article}}, {{Lien web}} et/ou {{Bibliographie}}. Le mode d'édition visuel peut mettre en forme automatiquement les références.
- Insérer une infobox (cadre d'informations à droite) n'est pas obligatoire pour parachever la mise en page.

Pour une aide détaillée, merci de consulter Aide:Wikification.
Si vous pensez que ces points ont été résolus, vous pouvez retirer ce bandeau et améliorer la mise en forme d'un autre article.
Panopticon est un groupe de black metal américain fondé par Austin Lunn à Louisville, dans le Kentucky, en 2007. Leur dernier album ...And Again Into the Light est sorti en 2021. La musique du groupe a été décrite comme « déchirante dans son intensité mais aussi radicale et spectaculaire »  et « idéologiquement ouverte d'esprit et musicalement progressive, abordant des questions autour de l'identité de soi, de l'écologie, de la religion et de la politique ». Le style lyrique de Lunn a également été qualifié de « naturel, organique et méthodique, magistral dans son écriture, fougueux et vivant dans son exécution ».

## Histoire
Le groupe a débuté comme un projet studio avec Lunn écrivant toutes les chansons et jouant de tous les instruments. Un premier album éponyme est sorti en 2008. Alors que Lunn reste le seul auteur-compositeur et musicien de studio, Panopticon s'est depuis élargi pour inclure une gamme de musiciens pour des performances en live. Le son du projet a été qualifié de black metal avec des influences de bluegrass et de folk des Appalaches, avec l'ajout d'instruments des Appalaches tels que le banjo, le violon, les cloches et la guitare acoustique. Les paroles de Lunn incluent souvent des références aux philosophes écologistes, et aux partisans de l'anarchie politique. Il a également abordé des sujets précis comme le système de placement familial, l'assujettissement des Amérindiens, et la politique du travail des cols bleus.
L'album de 2012 Kentucky a attiré l'attention de plusieurs publications musicales et s'est distingué pour son inclusion inhabituelle d'éléments musicaux typiques du Kentucky. L'album comprenait également des paroles basées sur les problèmes rencontrés par les habitants de cet État, tels que la puissance de l'industrie du charbon. Sur l'album Autumn Eternal sorti en 2015, Lunn a invité des musiciens folk régionaux. Pitchfork nota que « on peut facilement imaginer une figure semblable à Henry David Thoreau se retirer dans les bois pour contempler des préoccupations personnelles, spirituelles et environnementales. » Pitchfork a nommé plus tard Autumn Eternal comme l'un des meilleurs albums de heavy metal de 2015.
Le groupe a joué pour la première fois en 2016, avec Lunn à la guitare et au chant, accompagné du batteur Ray Capizzo, du bassiste Andy Klokow et du guitariste Jake Quittschreiber,. Le double album The Scars of Man on the Once Nameless Wilderness, sorti en 2018, a retenu l'attention pour l'incorporation d'éléments de la musique country et folk, qui ont été intégrés aux formes traditionnelles de black metal,. L'album ... And Again into the Light, sorti en 2021, s'est fait remarquer par son intégration de thèmes peu abordés dans le genre black metal, telles les relations personnelles et familiales. Decibel a classé ...And Again Into the Light au numéro cinq de sa liste des « 40 meilleurs albums de 2021 ». Rolling Stone l'a nommé le dixième meilleur album de metal de 2021.

## Discographie

### Albums studio
- Panopticon (2008)
- Collapse (2009)
- Social Disservices (2011)
- Kentucky (2012)
- Roads to the North (2014)
- Autumn Eternal (2015)
- The Scars of Man on the Once Nameless Wilderness (2018)
- ...Scars II (The Basics) (2019)
- ...And Again Into the Light (2021)
- The Rime of Memory (2023)

### Albums live
- Live Migration (2020)
- Live in Belgium-Bootleg (Benefit for Kentucky Disaster Releif) (2022)

### EPs
- The Crescendo of Dusk (2019)
- Beast Rider (2020)

### Compilations
- On the Subject of Mortality (2010)
- Revisions of the Past (2016)